# Richard Bühler
Richard Georges Bühler (* 24. Februar 1915 in Sainte-Croix; † 25. September 1959 in L’Auberson) war ein Schweizer Skispringer.

## Werdegang
Bühler sprang bei den Olympischen Winterspielen 1936 in Garmisch-Partenkirchen im Einzelspringen zweimal auf 63 Meter und erreichte damit punktgleich mit Sepp Bradl den 19. Platz.
Ein Jahr später bei den Nordischen Skiweltmeisterschaften 1937 in Chamonix-Mont-Blanc erreichte Bühler mit Sprüngen auf 55,5 und 57,5 Meter den neunten Platz.
Bei den Schweizer Meisterschaften 1941 in St. Moritz gewann Bühler seinen ersten und einzigen nationalen Titel im Einzel.